# Jastrebovo (distrikt i Bulgarien, Stara Zagora)
Jastrebovo (bulgariska: Ястребово) är ett distrikt i Bulgarien.   Det ligger i kommunen Obsjtina Opan och regionen Stara Zagora, i den centrala delen av landet, 200 km öster om huvudstaden Sofia.
Trakten runt Jastrebovo består till största delen av jordbruksmark. Runt Jastrebovo är det glesbefolkat, med 16 invånare per kvadratkilometer.